# Прапор Трофанівки
Прапор Трофанівки — офіційний символ села Трофанівка, Коломийського району Івано-Франківської області, затверджений 27 січня 2023 р. рішенням сесії Заболотівської селищної ради.
Автори — А. Гречило та В. Косован.

## Опис
Квадратне полотнище, горизонтальна смуга з верхнього краю та вертикальна посередині (обидві завширшки в 6/17 сторони прапора) утворюють синю літеру «Т», на якій вгорі у центрі покладені навхрест білі смичок і скрипка, а на вертикальній — жовта 8-променева зірка, внизу обабіч — білі поля.

## Значення символів
Сині смуги утворюють літеру «Т», яка підкреслює на назву села. Скрипка символізує творчий потенціал, а також уособлює композитора Ярослава Барнича, пов'язаного із селом. Зірка є Богородичним символом і вказує на місцеву церкву з її посвятою.